# Памятник Александру II (Хельсинки)
Памятник Александру II (фин. Aleksanteri II:n patsas, швед. Statyn över Alexander II) — памятник великому князю Финляндскому и российскому императору Александру II, установленный в Хельсинки перед Кафедральным собором Хельсинки на Сенатской площади, и являющийся её главной доминантой.
Памятник был создан скульпторами Вальтером Рунебергом и Йоханнесом Таканеном и открыт 17 (29) апреля 1894 года, в память о восстановлении императором Александром II финского парламентаризма.
Император изображен в форме финского гвардейского офицера. У подножия пьедестала разместились фигуры, которые олицетворяют «Закон» (Lex), «Мир» (Pax), и «Просвещение» (Lux), «Труд» (Labor).

## История

### Проект памятника
Император Александр II (1818–1881) был третьим российским правителем Финляндии, носившем титул Великий князь Финляндский. За 26 лет его правления (1855—1881) при его участии были проведены значительные социальные реформы. Погиб в 1881 году в Санкт-Петербурге в результате террористического акта, организованного тайной революционной организацией «Народная воля».
В 1882 году в парламенте было решено увековечить память Великого князя Александра II в столице Финляндии. Был объявлен общенациональный сбор средств. В итоге из 280 тысяч марок, затраченных на выполнение работ, 240 тысяч были добровольным вкладом финских граждан. Как только сбор начался, в январе 1884 года четырёхсословный сейм Великого княжества объявил конкурс на проект памятника, который предполагалось установить на Сенатской площади. Комитет получил в городском совете Гельсингфорса согласие на установку памятника на Сенатской площади. Затем комитет обратился с призывов к художникам предлагать свои эскизы либо модели статуи. Впервые для участия в таком значительном проекте были приглашены финские скульпторы. Работы следовало представить в правление Банка Финляндии до конца сентября 1884 года. Автору лучшего проекта выплачивалось 2000 марок, а за в основном утверждённый проект — 1200 марок.
- Проект Йоханнеса Таканена.
- Проект Вальтера Рунеберга.

В конкурсе участвовали такие мастера как Карл Энеас Шьестранд, Вальтер Рунеберг, Йоханнес Таканен, Роберт Стигелл, Вилле Вальгрен. Все представленные на конкурс работы были ценны самими по себе. Для отбора победителя комитет пригласил 7 экспертов, и в результате комиссия из 15 человек выбирала 18 дней. На заключительном собрании комиссии в октябре 1884 года провели голосование, в результате которого Таканен получил первый приз (8 голосов), а Рунеберг — второй. Сейм присудил первую премию Таканену и в то же время голосами трёх сословий (крестьянское сословие выступило против) постановил, что Таканен и Рунеберг должны совместно воплотить проект в окончательный монумент. Оба скульптора в тот момент жил и работали за границей, 34-летний Таканен — в Риме, а 45-летний Рунеберг с семьёй — в Париже. Проект, авторами которого были скульпторы Йоханнес Таканен и Вальтер Рунеберг, получил высочайшее одобрение. 
Однако 30 сентября 1885 года Таканен, проживавший в Риме, скончался в возрасте 35 лет. Рунеберг создал аллегории (Lex, Рах, Lux, Labor), а фигуру императора отлил по модели Таканена.
Бронзовая статуя была отлита во Франции.
- Аллегория «Закон» (Lex)
- Аллегория «Просвещение»/ «Наука и искусство» (Lux)

### Открытие
Торжественное открытие памятника состоялось 17 (29) апреля 1894 года в день рождения Александра II. Накануне открытия газеты писали, что день памяти императора Александра II (фин. keisarijuhla) «станет государственным праздником по всей стране». В тот же день в Турку на ступенях кафедрального собора был установлен бюст Александра II.
День открытия памятника стал массовой патриотической демонстрацией. Триста городов и сельских общин прислали своих представителей на церемонию открытия. На мероприятии присутствовало около 30 000 человек.

### Дальнейшие события
После издания Николаем II 3 (16) февраля 1899 года Февральского манифеста, устанавливавшего право Великого князя издавать законы без согласования с сеймом Финляндии, жители Гельсингфорса возлагали цветы к памятнику Александру II в знак приверженности заложенным им устоям и протестуя против изменений. В последующие годы протесты против дальнейшей политики Российской империи по «русификации Финляндии» также имели место у памятника. 
- Цветы у памятника Александру II 1 (13) марта 1899 года, возложенные в 18-ю годовщину гибели императора в ходе акции протеста после Февральского манифеста[фин.] Николая II
- Фотография (цветная хромолитография) около 1896 года. Пётр Павлов
- Памятник в 1911 году.

После Февральской революции и отречения от престола Николая II, состоявшегося 2 (15) марта, многие символы самодержавия в разных частях Российской империи подвергались демонтажу. В Гельсингфорсе на следующий день матросы Балтийского флота восстали против командования и убили более сотни офицеров. А 6 (19) апреля 1917 года толпа, в которой были как русские солдаты, так и гражданские, попыталась демонтировать памятник Александру II. Присутствовавшие там же противники сноса своими речами успокоили активистов, напомнив, что «статуя является собственностью финского государства и украшением города». А прибывший с линкора «Севастополь» унтер-офицер сказал солдатам, что они поступили бы неправильно, разрушив памятник и что в Санкт-Петербурге уже приняты особые меры по охране памятников. После этого Военный комитет приказал взять памятник под охрану с 20 апреля. Администрация Гельсингфорса также поставила двух охранников.
После провозглашения независимости националистические движения стремились стереть следы российского правления в Хельсинки. Так летом 1918 года в газете Uusi Suomi было опубликовано предложено убрать статую русского «завоевателя, враждебного нашей стране» с площади и найти для неё место в музее. Однако какого-либо развития эта публикация не имела.

## Описание памятника
Александр II изображён в момент произнесения речи на торжественном открытии сейма в Гельсингфорсе 6 сентября 1863 года. Император одет в мундир офицера гвардии Финляндии (фин. Suomen Kaarti).

До 1863 года финляндский сейм фактически не собирался. В 1863 году в Гельсингфорсе по инициативе Александра II было проведено первое заседание сейма с целью разработки конституции. В результате окончательно была сформирована четырёхсоставная (аристократия, духовенство, мещане и крестьяне) система сейма, предоставлены демократические привилегии и начали появляться политические партии. Выступая на открытии сейма император упомянул о подготовительных трудах учрежденной им в 1861 году особой комиссии, перечислил представленные сейму финансовые законы и выразил решимость не приступать впредь, без согласия государственных чинов, к новым займам. Об основных законах страны он отозвался, что некоторые из них не отвечают потребностям времени, другие — страдают неясностью и неопределенностью. Сказал, что проект закона, видоизменяющий их, будет представлен сейму, который созовётся через три года. 
 «Соблюдая монархическое конституционное начало, присущее нравам финского народа и запечатленное во всех его законах и учреждениях, я хочу внести в этот проект еще более обширные права, чем те, что принадлежат ныне государственным чинам, относительно установлений налогов, а также право вчинания, коим они пользовались прежде, предоставляя, впрочем, себе почин во всех вопросах, касающихся изменения основных законов. Вам известны мои чувства и желания мои счастья и благоденствия народов, вверенных моему попечению. Ни одно из моих действий не нарушило согласия, которое должно существовать между Государем и народом. Я хочу, чтобы согласие это продолжало служить, как и прежде, залогом добрых отношений, соединяющих меня с мужественным и честным финским народом. Оно будет несомненно способствовать благосостоянию страны, близкой моему сердцу, и доставит мне случай созывать вас в определенные сроки. От вас, представители Великого Княжества, зависит доказать достоинством, умеренностью и спокойствием ваших рассуждений, что в руках народа мудрого, расположенного трудиться, сообща с Государем, в практическом духе над развитием своего благоденствия, либеральные учреждения не только не составляют опасности, но являются гарантией порядка и преуспеяния».
Статуя окружена четырьмя скульптурными группами, символизирующими основные направления благотворного влияния русского монарха на Финляндию: соблюдение закона и правопорядка, развитие науки и культуры, процветание земледелия, мир.

## Фотографии
- «Закон» (Lex)
- «Мир» (Рах)
- «Просвещение» (Lux)
- «Труд» (Labor)